# Kapoor & Sons
Kapoor & Sons (v hindštině कपूर एण्ड सन्स) je indický hraný film z roku 2016, který režíroval Shakun Batra.

## Děj
Rahul bydlí v Londýně a je úspěšný spisovatel. Jeho bratr Arjun bydlí v New Jersey a nedaří se mu prosadit v žádném oboru. Oba bratři přilétají do Indie do rodného města, když se dozvědí, že jejich dědeček utrpěl zástavu srdce. Zde vyplouvá na povrch nejen komplikovaný vztah mezi bratry, ale i jejich rodiči.

## Obsazení
| Rishi Kapoor      | Amarjeet Kapoor      |
| Sidharth Malhotra | Arjun Kapoor         |
| Fawad Khan        | Rahul Kapoor         |
| Rajat Kapoor      | Harsh Kapoor, otec   |
| Ratna Pathak Shah | Sunita Kapoor, matka |
| Alia Bhatt        | Tia Malik            |
| Anuradha Chandan  | Anu                  |
| Vikram Kapadia    | Shashi Chacha        |
| Anahita Oberoi    | Neetu Chachi         |
| Aakriti Dobhal    | Bunkoo               |
| Rupa Kamath       | Timmy Masi           |
| Pradeep Pradhan   | Kishore              |
| Sukant Goel       | Wasim                |
| Aalekh Kapoor     | Sahil                |

## Ocenění
- Ceny Mezinárodní indické filmové akademie: nejlepší choreografie a nejlepší scénář